# KN Rengøring
KN Rengøring I/S er en dansk rengørings- og facility management-koncern med hovedkvarter i Hvidovre i København. De udfører rengøring, vinduespolering, catering og ejendomsservice. I 2024 havde de ca. 700 ansatte. 
KN Rengøring blev etableret i 2010 og er ejet af Henrik Krogstrup Nielsen og Lasse Andersen.